# オルツィヴェッキ
オルツィヴェッキ（伊: Orzivecchi）は、イタリア共和国ロンバルディア州ブレシア県にある、人口約2,400人の基礎自治体（コムーネ）。

## 地理

### 位置・広がり

#### 隣接コムーネ
隣接するコムーネは以下の通り。
- コメッツァノ＝チッツァーゴ
- オルツィヌオーヴィ
- ポンピアーノ
- ロッカフランカ

### 地震分類
イタリアの地震リスク階級 (it) では、3 に分類される
。